# Inhibiteur du facteur de croissance de l'endothélium vasculaire
 (janvier 2022).
Si vous disposez d'ouvrages ou d'articles de référence ou si vous connaissez des sites web de qualité traitant du thème abordé ici, merci de compléter l'article en donnant les références utiles à sa vérifiabilité et en les liant à la section « Notes et références ».

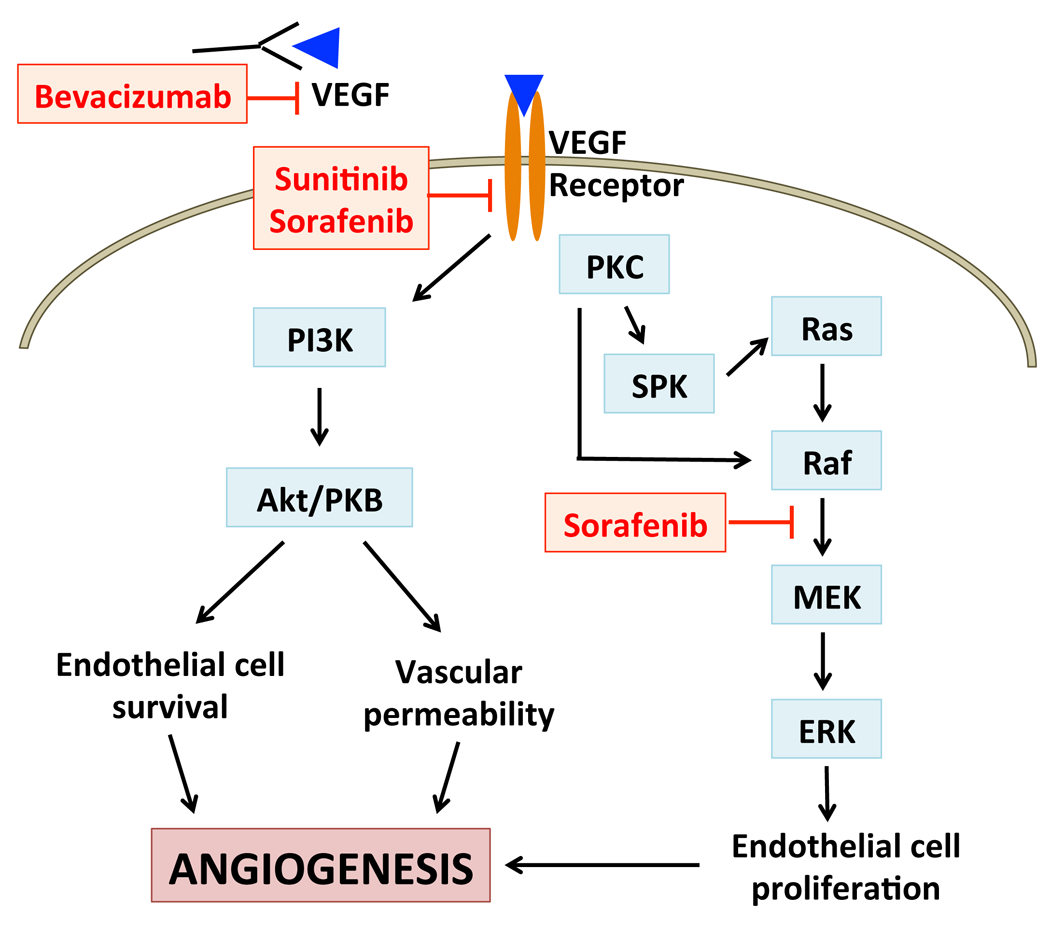
Schéma des modes d'action de différents inhibiteurs.

Un Inhibiteur du facteur de croissance de l’endothélium vasculaire ou anti-VEGF est  un médicament s'opposant à la formation de nouveaux vaisseaux par l'organisme ou angiogenèse. On utilise aussi le terme d'inhibiteur de l'angiogenèse.
La création de vaisseaux a pour but d’apporter aux tissus et aux cellules l’oxygène et les nutriments nécessaires à leur fonctionnement. L’hypoxie est le facteur déterminant de l’angiogenèse. Au cours de la vie adulte, le réseau vasculaire est stable et les processus d’angiogenèse sont généralement éteints. L’endothélium qui borde la lumière des vaisseaux sanguins est quiescent. Lors de certaines circonstances pathologiques, une angiogenèse active se met en jeu. Cette néoangiogenèse fait intervenir les mêmes mécanismes moléculaires que ceux mis en jeu lors de l’angiogenèse embryonnaire. Le Vascular Endothelial Growth Factor (VEGF) joue un rôle essentiel lors de la vasculogenèse — la toute première étape de la formation des vaisseaux — et de l’angiogenèse normale et pathologique.
La néoangiogenèse se produit notamment lors de la croissance de cellules cancéreuses, ainsi que dans la forme humide de la Dégénérescence maculaire liée à l'âge. Le combat contre la néoangiogenèse contribue à ralentir ou à guérir ces maladies.

## Médicaments
- Bévacizumab
- Sunitinib
- Sorafénib